# Tomáš Kocian-Falkenbach
Tomáš Kocian-Falkenbach (* 27. März 1988 in Bratislava) ist ein ehemaliger deutsch-slowakischer Volleyballspieler. Der Zuspieler wurde mit dem VfB Friedrichshafen zweimal Pokalsieger. Von 2018 bis 2023 spielte er wieder bei den SWD Powervolleys Düren, mit denen er 2020 und 2023 das Pokalfinale erreichte. Danach wurde er Geschäftsführer des Vereins.

## Karriere
Kocian kam im Alter von drei Jahren aus der damaligen Tschechoslowakei nach Deutschland. Sein Vater, der Nationalspieler Milan Kocian, spielte von 1991 bis 1999 beim VC Eintracht Mendig. Tomas begann seine Volleyball-Karriere bei SSF Fortuna Bonn und wechselte später als Zuspieler nach Mendig. 2006 nahm er mit der slowakischen Junioren-Nationalmannschaft an der Europameisterschaft teil. 2011 wurde Mendig Meister der Zweiten Liga Süd, verzichtete jedoch auf den Aufstieg. Kocian wurde anschließend vom Erstligisten evivo Düren, der bereits zweimal zuvor Interesse gezeigt hatte, als zweiter Zuspieler verpflichtet. 2013 wechselte er zum Ligakonkurrenten TV Ingersoll Bühl.
Nach einer Saison in Bühl kehrte Kocian, der mittlerweile auch die deutsche Staatsbürgerschaft besitzt, 2014 zurück nach Düren. Mit den SWD Powervolleys erreichte er in der Saison 2014/15 den dritten Platz in der Bundesliga und das Halbfinale im DVV-Pokal. Anschließend wurde er vom deutschen Meister VfB Friedrichshafen als zweiter Zuspieler verpflichtet. Mit den Häflern wurde er in der Saison 2015/16 deutscher Vizemeister. In der folgenden Saison gewann Kocian mit dem VfB das DVV-Pokalfinale gegen die Berlin Recycling Volleys, unterlag demselben Gegner aber erneut im Playoff-Finale um die deutsche Meisterschaft. Auch in der Spielzeit 2017/18 wurde Friedrichshafen (diesmal gegen den TV Bühl) DVV-Pokalsieger. In der Liga unterlag die Mannschaft wieder im Finale gegen Berlin. In der Champions League kam der VfB mit Kocian nach zweimaligem Vorrunden-Aus diesmal in die zweite Playoff-Runde.
Nach drei Jahren am Bodensee wechselte Kocian erneut zu den SWD Powervolleys Düren. Mit der Mannschaft erreichte er das Halbfinale im DVV-Pokal und das Viertelfinale in den Bundesliga-Playoffs. Im DVV-Pokal 2019/20 kam er mit den SWD Powervolleys ins Finale, das die Mannschaft gegen die Berlin Recycling Volleys verlor. Als die Bundesliga-Saison kurz vor den Playoffs abgebrochen wurde, stand Düren auf dem sechsten Tabellenplatz. In der Saison 2020/21 unterlagen die SWD Powervolleys im Playoff-Halbfinale gegen Berlin und wurden Dritter. In der folgenden Saison schied Düren im Viertelfinale des DVV-Pokals aus. Im Playoff-Halbfinale verlor die Mannschaft ebenfalls gegen den VfB Friedrichshafen und belegte damit erneut den dritten Platz in der Meisterschaft. In der Saison 2022/23 spielte Kocian-Falkenbach mit den SWD Powervolleys in der Gruppenphase der Champions League. Im DVV-Pokal 2022/23 erreichte er mit seiner Mannschaft das Finale, das in Mannheim gegen die Berlin Recycling Volleys verloren ging. Die Bundesliga-Saison endete für Düren im Playoff-Halbfinale ebenfalls gegen Berlin. Danach beendete er seine Karriere als Spieler.
Seit dem Frühjahr 2023 arbeitet Kocian-Falkenbach als Geschäftsführer der SWD Powervolleys Düren. Nach der vorzeitigen Trennung von Trainer Matti Alatalo übernahm er Ende Dezember 2023 übergangsweise gemeinsam mit Björn-Arne Alber zusätzlich das Traineramt.